# كلية الطب البيطري بجامعة إلينوي في إربانا شامبين
كلية الطب البيطري هي إحدى كلية الدراسات العليا في جامعة إلينوي في إربانا-شامبين.